# John Kendall-Carpenter
John MacGregor Kendall-Carpenter, né le 25 septembre 1925 à Cardiff et mort le 24 mai 1990 à Wellington, est un joueur de rugby à XV, qui a joué avec l'équipe d'Angleterre.
Il jouait avec le club de Bath, il a eu l'honneur de porter les couleurs des Barbarians ainsi que les couleurs légendaires d'Oxford.
John Kendall-Carpenter a connu sa première sélection avec l'équipe d'Angleterre en 1949.
Il connut 23 sélections comme avant.
Il a été président de l'England RFU (1980-81), de l'England Schools Rugby Football Union (1985-90), et de Cornwall (1984-87). 
Cependant le plus grand honneur a été de présider le comité qui a organisé la première Coupe du monde de rugby à XV en 1987. 